# مطار بينيتو خواريز الدولي
مطار بينيتو خواريز الدولي (بالإسبانية: Aeropuerto Internacional de la Ciudad de México)(إياتا: MMMX، إيكاو: MEX) مطار دولي في مدينة مكسيكو عاصمة المكسيك وهذا المطار هو كبرى مطارات أمريكا اللاتينية واسمه الرسمي مطار بينيتو خواريز الدولي تيمنا باسم الزعيم المكسيكي بينيتو خواريز (ت 1872) وهو أول مدني يرأس المكسيك، افتتح رسميا سنة 1931 ويخدم مكسيكو وما جاورها ويقع بالتحديد على بعد 7 أكيال شمال مكسيكو.

## نبذة
مطار مدني دولي يقع في مكسيكو سيتي العاصمة الفيدرالية المكسيكية ومركز العلميات الرئيسي لطيران المكسيك وهو في المركز 29 من أحد أكثر المطارات ازدحاما بسبب حركة المرور الاعتيادية في المطار وهو واحد من أصل 1806 مطار في المكسيك وينقل 21 مليون شخص سنويا ويستخدمون 97 أسطول من طائرات بوينغ 747 وايرباص ايه 380 وماكدونل دوغلاس أم دي-11 وماكدونل دوغلاس دي سي 9 و84 وجهة حول العالم سنويا إلي أوروبا وآسيا ومنطقة البحر الكاريبي وأمريكا الشمالية وأمريكا الجنوبية.

## شركات الطيران والوجهات
| شركـات طيـران                   | الوجهات |
| ------------------------------- | --- |
| طيران المكسيك                   | مطار سخيبول أمستردام، مطار إلدورادو الدولي، مطار الوزير بيستارينيي الدولي، Cancún، مطار أوهير الدولي، Chihuahua، Ciudad Juárez ‏، Culiacán، مطار دنفر الدولي، مطار غوادالاخارا الدولي، Guatemala City، مطار خوسيه مارتي الدولي، Hermosillo، مطار هاري ريد الدولي، مطار خورخي تشافيز الدولي، مطار لندن هيثرو، مطار لوس أنجلوس الدولي، مطار مدريد باراخاس الدولي، مطار خوسية ماريا كوردوفا الدولي، Mérida، Mexicali، مطار ميامي الدولي، Monterrey، مطار مونتريال الدولي، مطار جون إف كينيدي الدولي، مطار أورلاندو الدولي، مطار باريس شارل ديغول، Puerto Vallarta ‏، مطار ماريسكال سوكري الدولي، مطار ليوناردو دا فينشي، مطار سان فرانسيسكو الدولي، مطار خوان سانتاماريا الدولي، San José del Cabo ‏، مطار غواروليوس الدولي، مطار سياتل تاكوما الدولي، Tapachula، Tijuana، مطار ناريتا الدولي، مطار تورونتو بيرسون الدولي، Tuxtla Gutiérrez ‏، مطار فانكوفر الدولي، Veracruz، Villahermosa موسمي: Aguascalientes، مطار جورج بوش الدولي، Huatulco، León/El Bajío ‏، Oaxaca، Reynosa، مطار أرتورو ميرينو بينيتيز الدولي |
| Aeroméxico Connect              | Acapulco، Aguascalientes، مطار أوستن برغستروم الدولي، Campeche، Cancún، Chetumal، Chihuahua، Ciudad del Carmen ‏، Ciudad Juárez ‏، Ciudad Victoria ‏، Colima، Cozumel، Culiacán، مطار دالاس فورت ورث الدولي، Durango، Guatemala City، Hermosillo، مطار جورج بوش الدولي، Huatulco، Ixtapa/Zihuatanejo، La Paz، León/El Bajío ‏، Los Mochis ‏، مطار أوغوستو ساندينو الدولي، Manzanillo، Matamoros، Mazatlán، Mérida، Minatitlán/Coatzacoalcos، Morelia، Nuevo Laredo ‏، Oaxaca، Puerto Escondido ‏، Puerto Vallarta ‏، Querétaro، Reynosa، مطار سان أنطونيو الدولي، مطار خوان سانتاماريا الدولي، San José del Cabo ‏، San Luis Potosí ‏، San Pedro Sula ‏، مطار إل سلفادور الدولي، مطار لاس أمريكا الدولي، Tampico، Tapachula، مطار كوماياغوا الدولي، Tepic، Torreón/Gómez Palacio ‏، Tuxtla Gutiérrez ‏، Veracruz، Villahermosa، Zacatecas |
| طيران كندا                      | مطار مونتريال الدولي، مطار تورونتو بيرسون الدولي، مطار فانكوفر الدولي |
| الخطوط الجوية الفرنسية          | مطار باريس شارل ديغول |
| خطوط كل اليابان الجوية          | مطار ناريتا الدولي |
| الخطوط الجوية الأمريكية         | مطار شارلوت دوغلاس الدولي، مطار دالاس فورت ورث الدولي، مطار لوس أنجلوس الدولي، مطار ميامي الدولي، مطار جون إف كينيدي الدولي، مطار فينيكس سكاي هاربر الدولي |
| أفيانكا                         | مطار إلدورادو الدولي، Cali، مطار خوسية ماريا كوردوفا الدولي |
| أفيانكا كوستاريكا               | مطار خوان سانتاماريا الدولي |
| أفيانكا السلفادور               | مطار إل سلفادور الدولي |
| الخطوط الجوية البريطانية        | مطار لندن هيثرو |
| خطوط كوبا الجوية                | مطار توكومين الدولي |
| خطوط دلتا الجوية                | مطار هارتسفيلد جاكسون، مطار لوجان الدولي (تبدأ في 21 ديسمبر 2023)، مطار ديترويت، مطار لوس أنجلوس الدولي، مطار منيابولس-سنت بول الدولي، مطار جون إف كينيدي الدولي، مطار سولت ليك سيتي الدولي |
| طيران الإمارات                  | مطار برشلونة الدولي، مطار دبي الدولي |
| أيبيريا (شركة طيران)            | مطار مدريد باراخاس الدولي |
| الخطوط الجوية الملكية الهولندية | مطار سخيبول أمستردام |
| لاتام البرازيل                  | مطار غواروليوس الدولي |
| خطوط لان الجوية                 | مطار أرتورو ميرينو بينيتيز الدولي |
| لاتام بيرو                      | مطار خورخي تشافيز الدولي |
| لوفتهانزا                       | مطار فرانكفورت، مطار ميونخ الدولي |
| Magniعارضs                      | Cancún، Huatulco، Ixtapa/Zihuatanejo، Mérida، Puerto Vallarta ‏، San José del Cabo ‏ موسمي: Cozumel، Manzanillo |
| الخطوط الجوية التركية           | مطار إسطنبول الدولي1 |
| الخطوط الجوية المتحدة           | مطار أوهير الدولي، مطار جورج بوش الدولي، مطار نيوآرك ليبرتي الدولي، مطار سان فرانسيسكو الدولي، مطار واشنطن دولس الدولي |
| VivaAerobús                     | Acapulco، مطار إلدورادو الدولي، Cancún، Chetumal، مطار أوهير الدولي، Chihuahua، Ciudad Juárez ‏، Ciudad Obregón ‏، Culiacán، مطار دالاس فورت ورث الدولي، مطار غوادالاخارا الدولي، مطار خوسيه مارتي الدولي، Hermosillo، مطار جورج بوش الدولي، Huatulco، Ixtapa/Zihuatanejo، La Paz، مطار هاري ريد الدولي، مطار لوس أنجلوس الدولي، Mazatlán، Mérida، Monterrey، مطار جون إف كينيدي الدولي، Nuevo Laredo ‏، Oaxaca، Puerto Escondido ‏، Puerto Vallarta ‏، Reynosa، مطار سان أنطونيو الدولي، San José del Cabo ‏، Tampico، Tijuana، Torreón/Gómez Palacio ‏، Tuxtla Gutiérrez ‏، Veracruz، Villahermosa عارض: Varadero |
| Volaris                         | Acapulco، مطار إلدورادو الدولي، Cancún، Chetumal، مطار أوهير الدولي، Chihuahua، Ciudad Juárez ‏، Cozumel، Culiacán، مطار دالاس فورت ورث الدولي، مطار دنفر الدولي، مطار غوادالاخارا الدولي، Hermosillo، مطار جورج بوش الدولي، Huatulco، Ixtapa/Zihuatanejo، La Paz، مطار هاري ريد الدولي، مطار خورخي تشافيز الدولي، مطار لوس أنجلوس الدولي، Los Mochis ‏، Mazatlán، Mérida، Mexicali، مطار ميامي الدولي، Monterrey، مطار أوكلاند الدولي (الولايات المتحدة)، Oaxaca، مطار أورلاندو الدولي، Puerto Escondido ‏، Puerto Vallarta ‏، Sacramento، مطار سان أنطونيو الدولي، San José del Cabo ‏، Tapachula، Tijuana، Tuxtla Gutiérrez ‏، Villahermosa |
| Volaris Costa Rica              | Guatemala City، مطار خوان سانتاماريا الدولي |
| Volaris El Salvador             | مطار إل سلفادور الدولي |

## الإحصائيات

### الوجهات المزدحمة
| الرتبة | المطار                                  | الركاب    | التغير    | الناقل                                                         |
| ------ | --------------------------------------- | --------- | --------- | -------------------------------------------------------------- |
| 1      | كينتانا رو، Cancún                      | 2,344,627 |           | طيران المكسيك، Aeroméxico Connect، Magni، فيفا إيروبس، فولاريس |
| 2      | نويفو ليون، Monterrey                   | 1,623,477 |           | طيران المكسيك، Aeroméxico Connect، فيفا إيروبس، فولاريس        |
| 3      | خاليسكو، مطار غوادالاخارا الدولي        | 1,462,685 |           | طيران المكسيك، Aeroméxico Connect، فيفا إيروبس، فولاريس        |
| 4      | باها كاليفورنيا، Tijuana                | 1,327,385 |           | طيران المكسيك، Aeroméxico Connect، فيفا إيروبس، فولاريس        |
| 5      | يوكاتان ، Mérida                        | 974,575   |           | طيران المكسيك، Aeroméxico Connect، Magni، فيفا إيروبس، فولاريس |
| 6      | خاليسكو، Puerto Vallarta ‏               | 667,403   | ▲ 1       | طيران المكسيك، Aeroméxico Connect، Magni، فيفا إيروبس، فولاريس |
| 7      | باها كاليفورنيا سور، San José del Cabo ‏ | 618,943   | ▼ 1       | طيران المكسيك، Aeroméxico Connect، Magni، فيفا إيروبس، فولاريس |
| 8      | سونورا، Hermosillo                      | 522,454   |           | طيران المكسيك، فيفا إيروبس، فولاريس                            |
| 9      | تشيواوا، Ciudad Juárez ‏                 | 475,494   | New entry | طيران المكسيك، Aeroméxico Connect، فيفا إيروبس، فولاريس        |
| 10     | تشياباس، Tuxtla Gutiérrez ‏              | 440,763   | ▼ 1       | طيران المكسيك، Aeroméxico Connect، فيفا إيروبس، فولاريس        |
| 11     | تشيواوا، Chihuahua                      | 415,170   | ▼ 1       | طيران المكسيك، Aeroméxico Connect، فيفا إيروبس، فولاريس        |
| 12     | تاباسكو، Villahermosa                   | 399,761   | New entry | طيران المكسيك، Aeroméxico Connect، فيفا إيروبس، فولاريس        |
| 13     | واهاكا، Huatulco                        | 385,703   | New entry | طيران المكسيك، Aeroméxico Connect، فيفا إيروبس، فولاريس        |
| 14     | أواهاكا، Oaxaca                         | 313,471   | New entry | طيران المكسيك، Aeroméxico Connect، فيفا إيروبس، فولاريس        |
| 15     | أواهاكا، Puerto Escondido ‏              | 300,425   | New entry | طيران المكسيك، Aeroméxico Connect، فيفا إيروبس، فولاريس        |

| الرتبة | المطار                                       | الركاب  | التغير | الناقل                                                                         |
| ------ | -------------------------------------------- | ------- | ------ | ------------------------------------------------------------------------------ |
| 1      | إسبانيا، مطار مدريد باراخاس الدولي           | 454,813 | ▲ 4    | طيران المكسيك، شبه الجزيرة الإيبيرية                                           |
| 2      | الولايات المتحدة، مطار جورج بوش الدولي       | 431,799 | ▼ 1    | طيران المكسيك، Aeroméxico Connect، الخطوط الجوية المتحدة، فيفا إيروبس، فولاريس |
| 3      | الولايات المتحدة، مطار لوس أنجلوس الدولي     | 417,410 | ▼ 1    | طيران المكسيك، الخطوط الجوية الأمريكية، خطوط دلتا الجوية، فيفا إيروبس، فولاريس |
| 4      | الولايات المتحدة، مطار ميامي الدولي          | 413,238 | ▼ 1    | طيران المكسيك، الخطوط الجوية الأمريكية، فولاريس                                |
| 5      | كولومبيا، مطار إلدورادو الدولي               | 410,976 | ▲ 3    | طيران المكسيك، أفيانكا، فيفا إيروبس، فولاريس، وينغو                            |
| 6      | الولايات المتحدة، مطار أوهير الدولي          | 313,668 | ▲ 1    | طيران المكسيك، الخطوط الجوية المتحدة، فيفا إيروبس، فولاريس                     |
| 7      | الولايات المتحدة، مطار دالاس فورت ورث الدولي | 302,000 | ▼ 3    | Aeroméxico Connect، الخطوط الجوية الأمريكية، فيفا إيروبس، فولاريس              |
| 8      | الولايات المتحدة، مطار جون إف كينيدي الدولي  | 293,913 | ▼ 2    | طيران المكسيك، American Airlines، خطوط دلتا الجوية، فيفا إيروبس                |
| 9      | فرنسا، مطار باريس شارل ديغول                 | 252,190 | ▲ 3    | طيران المكسيك، الخطوط الجوية الفرنسية                                          |
| 10     | بنما، مطار توكومين الدولي                    | 234,370 | ▲ 1    | خطوط كوبا الجوية                                                               |
| 11     | الولايات المتحدة، مطار هارتسفيلد جاكسون      | 208,313 | ▼ 1    | خطوط دلتا الجوية                                                               |
| 12     | الولايات المتحدة، مطار سان فرانسيسكو الدولي  | 196,374 | ▲ 4    | طيران المكسيك، الخطوط الجوية المتحدة                                           |
| 13     | كندا، مطار تورونتو بيرسون الدولي             | 182,552 | ▲ 10   | طيران المكسيك، طيران كندا                                                      |
| 14     | بيرو، مطار خورخي تشافيز الدولي               | 179,713 | ▲ 8    | طيران المكسيك، لاتام بيرو، فولاريس                                             |
| 15     | الولايات المتحدة، مطار هاري ريد الدولي       | 171,367 | ▼ 1    | طيران المكسيك، فيفا إيروبس، فولاريس                                            |

## أحداث وحوادث
- 31 أغسطس 1986: تحطمت رحلة طيران المكسيك رقم 498 من طراز ماكدونل دوغلاس دي سي 9 وعلي متنها 60 راكبا و5 من أفراد الطاقم عندما اصطدمت طائرة سيسنا 172 بذيلها مما أدي إلي تحطم الرحلة المكسيكية في ضواحي لوس أنجلوس وقتل الاصطدام 82 شخصا من بينهم 15 شخصا علي الأرض و3 في طائرة السيسنا وكان سبب الحادث هو خطأ طيار طائرة برومان.
- 31 يناير 2000:تحطمت رحلة خطوط آلاسكا الجوية رقم 261 علي ساحل لوس أنجلوس بعد إقلاعها من بويرتو فلارتا متجهة إلي لوس أنجلوس وتحمل 83 راكبا و5 من أفراد الطاقم معظمهم من الأمريكيين والمكسيكيين بسبب خطأ تقني في ذيل الطائرة وهو أن الفترات الزمنية القصيرة بين الإصلاح وعدم التشحيم وتصميم البرغي الخطأ قد أدي إلي حادث التحطم الأمريكي المروع في لوس أنجلوس.